# جير أوبراين
جير أوبراين (بالإنجليزية: Ger O'Brien)‏ (2 يوليو 1984 في جمهورية أيرلندا - ) هو لاعب كرة قدم أيرلندي في مركز الدفاع. شارك مع منتخب جمهورية أيرلندا تحت 23 سنة لكرة القدم ‏. أما مع النوادي، فقد لعب مع باتريك أتلتيك وديري سيتي ونادي بوهيميان ونادي شامروك روفرز وSporting Fingal F.C. ‏ وKildare County F.C. ‏ ودوري أيرلندا الحادي عشر ‏ وأثلون تاون ‏.

## وصلات خارجية
- جير أوبراين على موقع قاعدة بيانات كرة القدم.إي يو (الإنجليزية)